# Goiás Velho
Goiás Velho, amtlich portugiesisch Município de Goiás, auch Cidade de Goiás und früher nur Goiás genannt, ist eine alte Barockstadt im brasilianischen Bundesstaat Goiás. Sie liegt westlich der brasilianischen Hauptstadt Brasília und nordwestlich der Hauptstadt Goiânia. Über die radiale Bundesstraße BR-070 beträgt die Entfernung zu Brasilia ca. 300 km und zu Goiânia über die Staatsstraße GO-070 etwa 150 km. Die Bevölkerungszahl wurde zum 1. Juli 2019 auf 22.645 Einwohner geschätzt. Dies ist leicht rückläufig zur Volkszählung 2010 mit 24.727 Einwohnern. Sie leben auf einer großen Gemeindefläche von rund 3108 km² und werden Goianos genannt. Die Gemeinde steht an 41. Stelle der 246 Munizips des Bundesstaates.
Auf dem Gemeindegebiet von Goiás Velho befinden sich noch die Ortschaften Buenolândia, Calcilândia, Davidópolis, São João und Uvá.

## Geografie und Klima
Goiás liegt in hügeligem bis bergigem Gebiet, eingebettet in die Ausläufer der in Brasilien berühmten Serra Dourada, am Rio Vermelho.
Das Klima ist heiß und feucht. Die Vegetation ist dementsprechend sehr abwechslungsreich.
Anfahrt 
Die Stadt liegt 149 km von Goiânia entfernt an der BR-070/GO-070. Busse verkehren regelmäßig ab Goiânia und Brasília.

## Geschichte
Im Jahre 1682 wurde die Gegend um die heutige Stadt, die damals von Indios vom Stamme der Goyaz bewohnt wurde, zum ersten Mal von Europäern besucht, namentlich vom Bandeirante Bartolomeu Bueno da Silva (dem „Anhangüera“), der auf der Suche nach Gold und Diamanten war. Ab 1727 wurde die Kapelle Santa Anna als Mittelpunkt der Ortschaft Vila de Sant'Ana errichtet, welche 1732 auf den Namen Vila Boa de Goyaz umbenannt wurde. Diesen Namen erhielt sie zu Ehren des Erstbesuchers (Bueno ist ein spanisches Wort, das auf Portugiesisch Bom/Boa heißt) und zu Ehren der Ureinwohner. Gleichzeitig bekam das Städtchen auch seine eigene Verwaltung und Regierung, gehörte aber nach wie vor zum Kapitanat São Paulo.
Am 8. November 1744 wurde die Gomarca de Goiaz von São Paulo abgetrennt und hieß seitdem Capitania Geral und wurde 1748 das Kapitanat Goiás. Am 17. September 1818 wurde Goiaz zur Stadt erhoben und wurde Hauptstadt der Provinz Goiaz.
Am 23. März 1937 wurde der Sitz des Bundesstaates Goiás nach Goiânia verlegt.
2001 wurde das historische Zentrum von Goiás, das Centro Histórico de Goiás, in die UNESCO-Weltkulturerbeliste aufgenommen.
Siehe auch: Buenolândia

## Wirtschaft
Neben der Landwirtschaft und Viehzucht haben die Ausbeutung von Bodenschätzen (Gold, Edelsteine, Kalk, Silber, Schwefel, Kupfer usw.) große Bedeutung.

## Sehenswertes
Etwa 90 % der originalen kolonialen Barockarchitektur sind erhalten; die Altstadt steht seit den 1950er Jahren unter Denkmalschutz. Goiás ist deshalb ein Abbild der Bauweise des Brasilien des 18. Jahrhunderts und des Booms des Goldabbaus. Daneben ist es in eine sehr hübsche Landschaft eingebettet.
Die Stadt verfügt über 18 katholische und zehn evangelische Kirchen, größtenteils barocke Bauwerke, die für die Besucher interessant sind (u. a. Igrejas da Boa Morte, Igreja de Santa Bárbara, Igreja de Nossa Senhora do Carmo, Igreja da Abadia, Igreja de São Francisco). Daneben gibt es mehrere Museen für sakrale Kunst.
Ein besonderer Anlass die Stadt zu besuchen ist in der Woche der Semana Santa (Ostern).  Die Fogaréu-Prozession wird nur in Goiás abgehalten und beginnt jeweils um 0 Uhr am Gründonnerstag. Es handelt sich um eine katholische Tradition, die an die Verhaftung von Jesus Christus erinnern soll. 40 Farricocos stellen römische Soldaten dar, bewegen sich barfuß durch die alten Steinstraßen und werden von einer Menschenmenge zu verschiedenen Stationen begleitet. Sie tragen lange Tuniken in verschiedenen Farben und lange konische und spitze Kapuzen. Diese Tracht wurde im Mittelalter von Büßern getragen, die mit dieser Verkleidung für ihre Verfehlungen Buße tun konnten, ohne dass zu erkennen war, wer sich unter der Kleidung verbarg. In dem Spielfilm Fogaréu unter der Regie von Flávia Neves aus dem Jahr 2022 wird darauf Bezug genommen.

## Fotogalerie

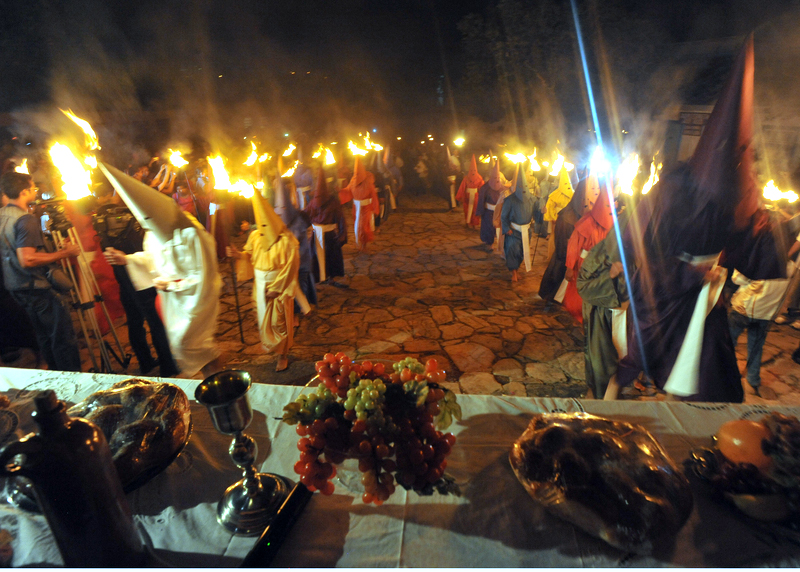
Fogaréu-Prozession in Goiás, 2010
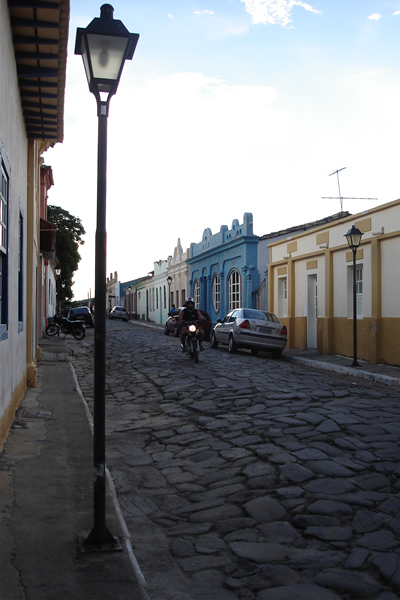
Straße in Goiás Velho
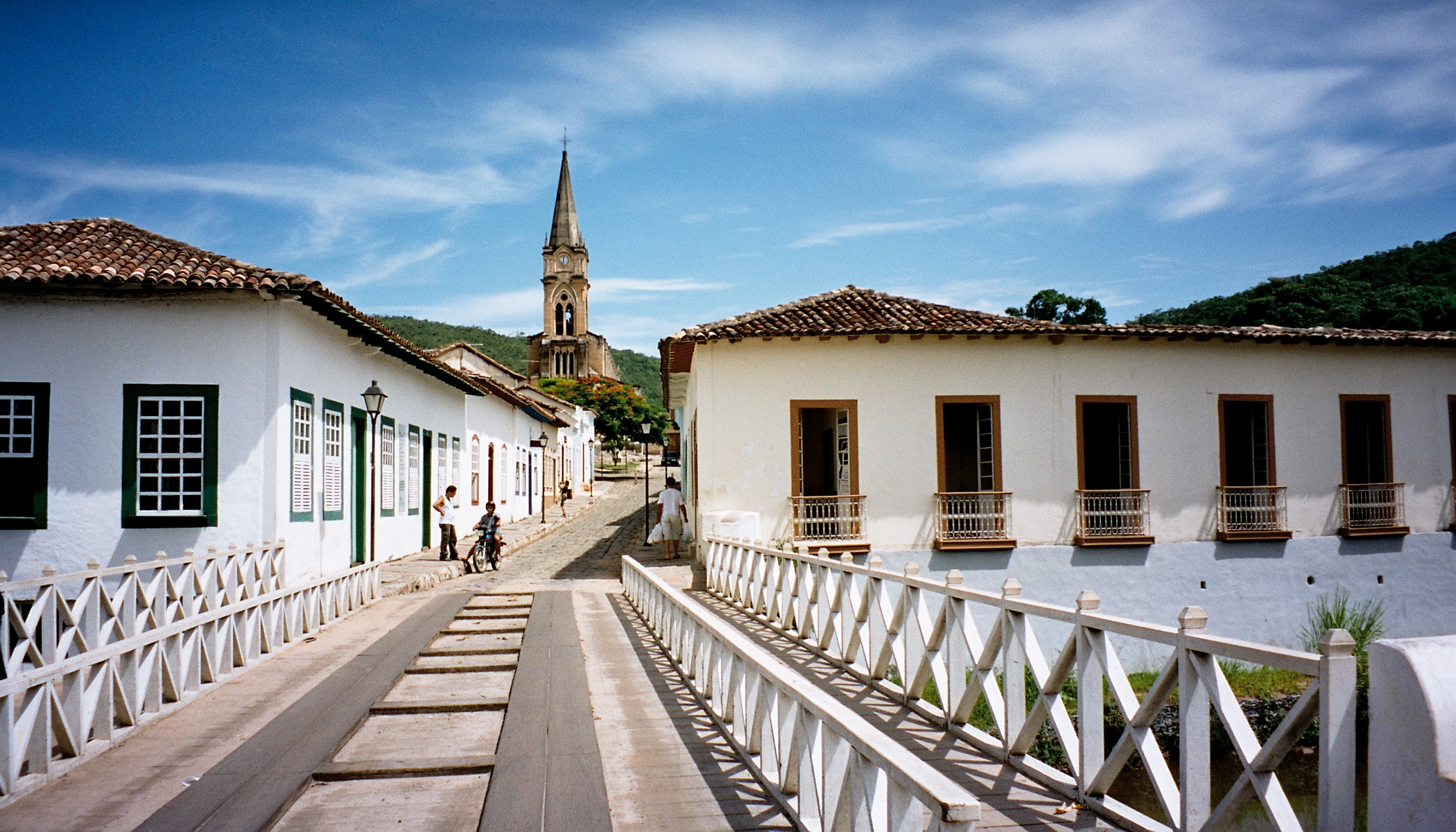
Brücke über den Rio Vermelho
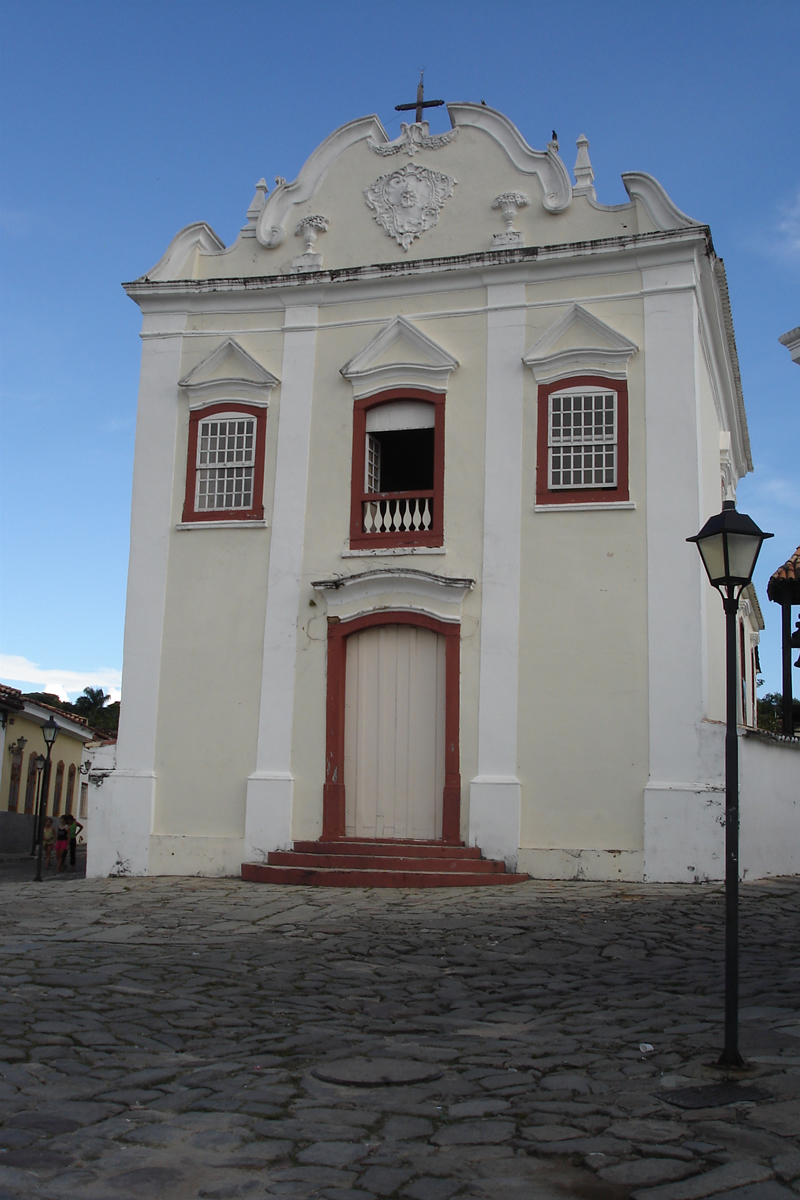
Igreja da Boa Morte
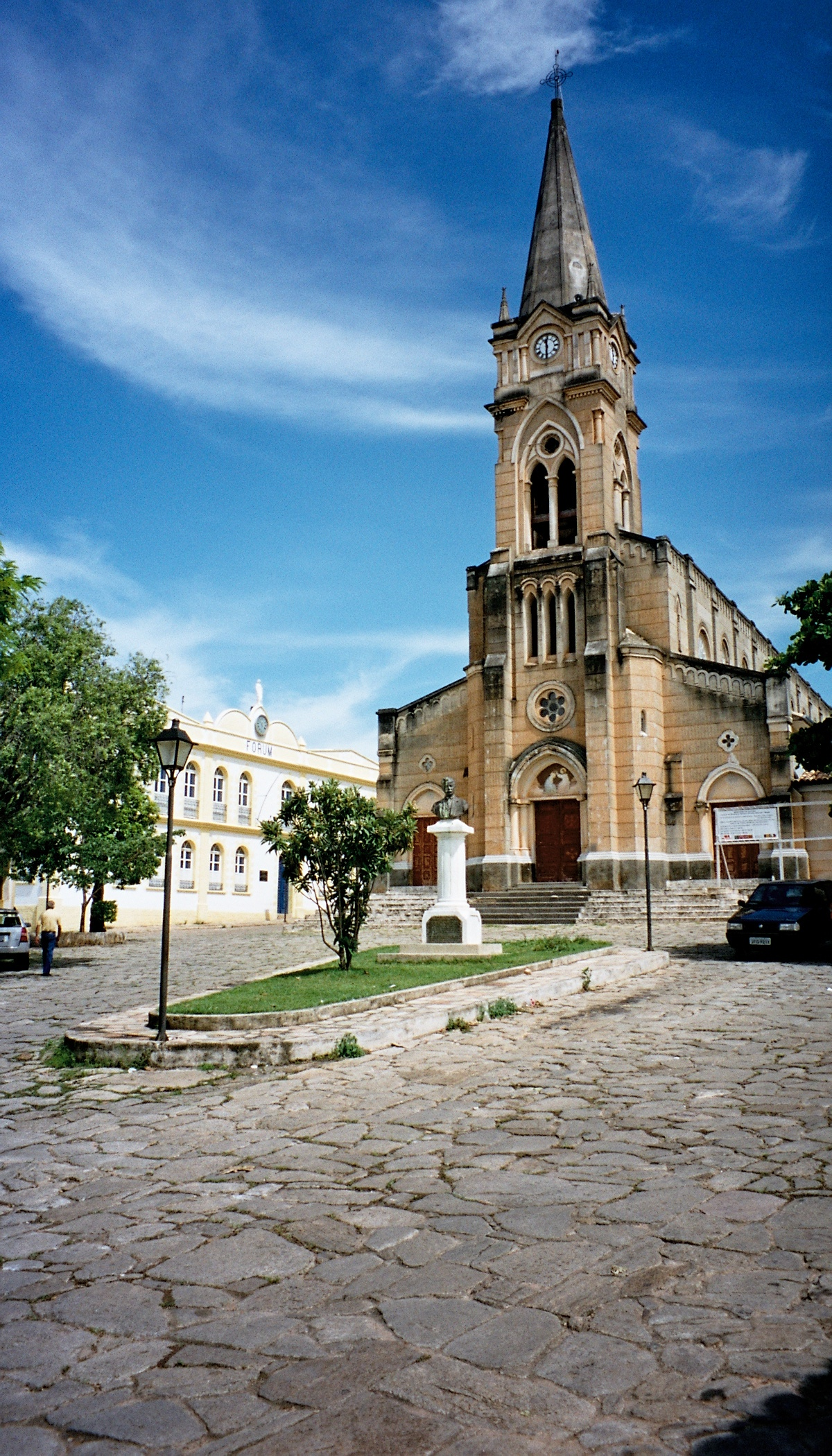
Kirche Nossa Senhora do Rosário
Casa do doce / Haus der Süßigkeiten
Rio Vermelho in Goiás Velho
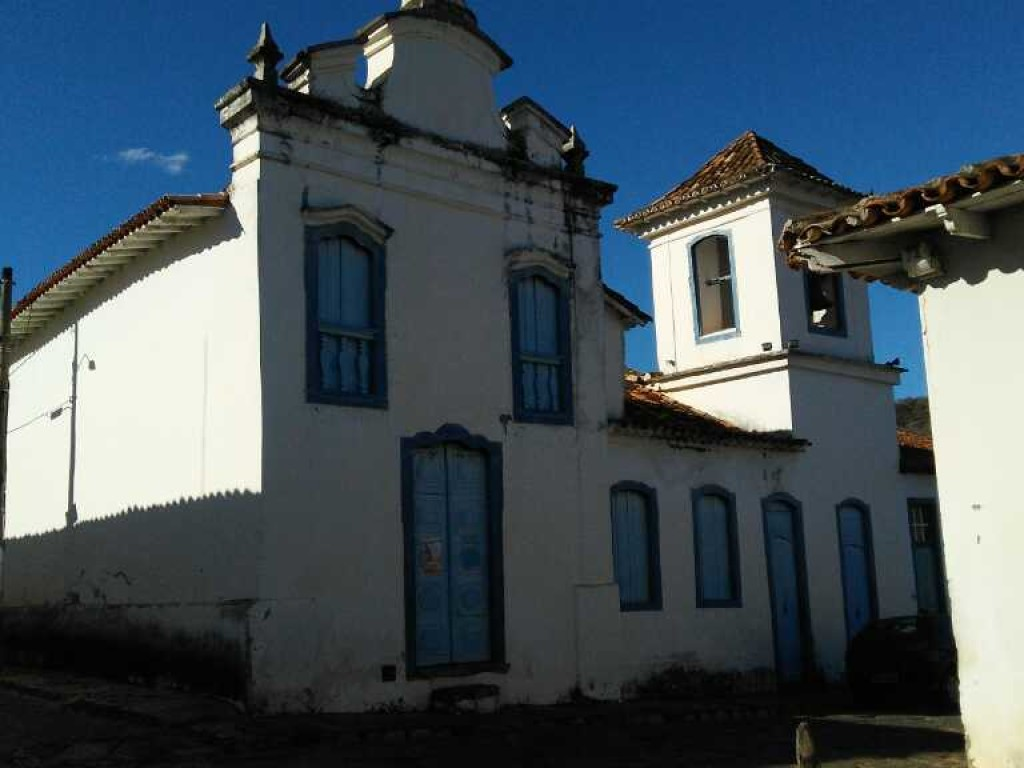
Igreja de Nossa Senhora d'Abadia
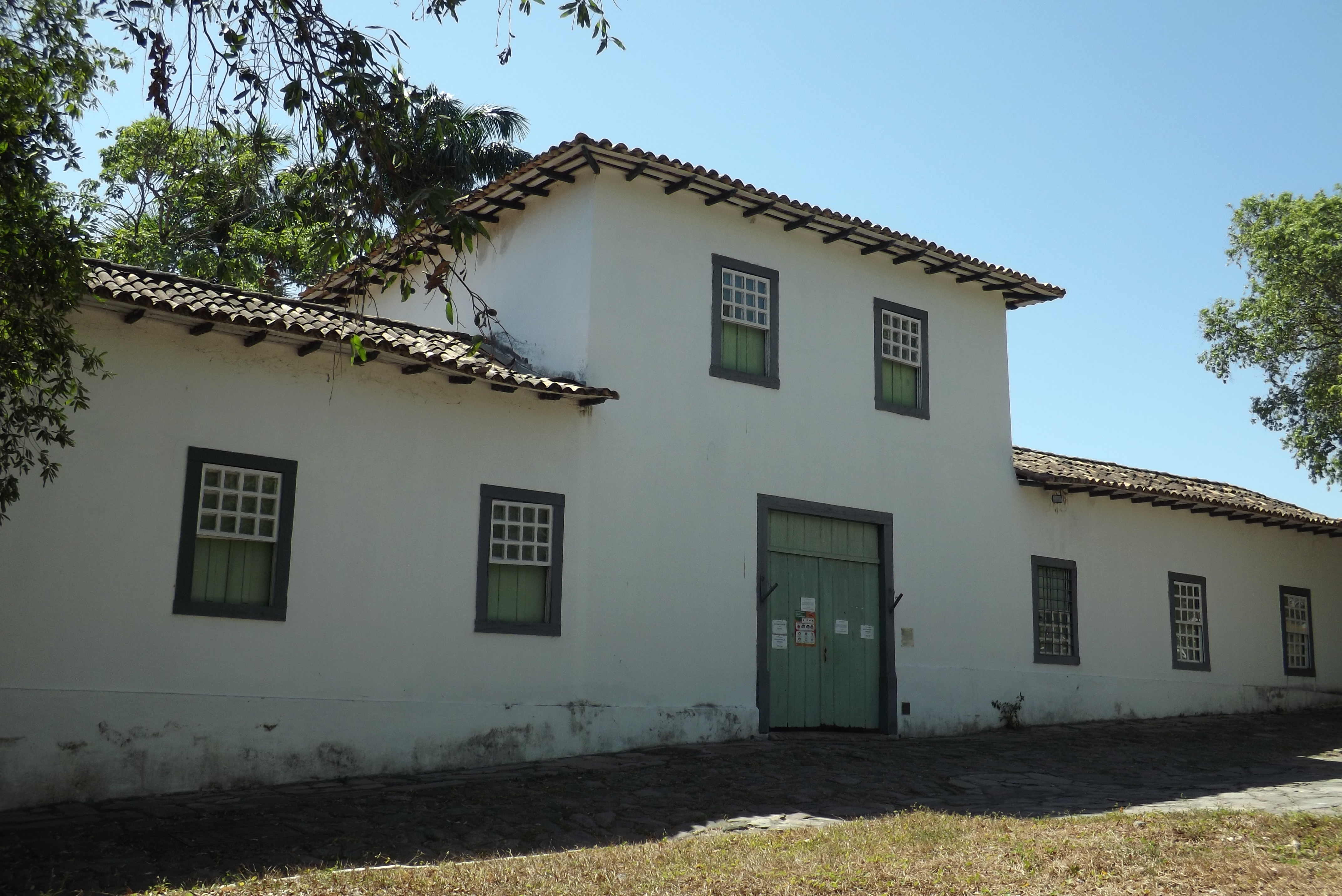
Quartel do XX
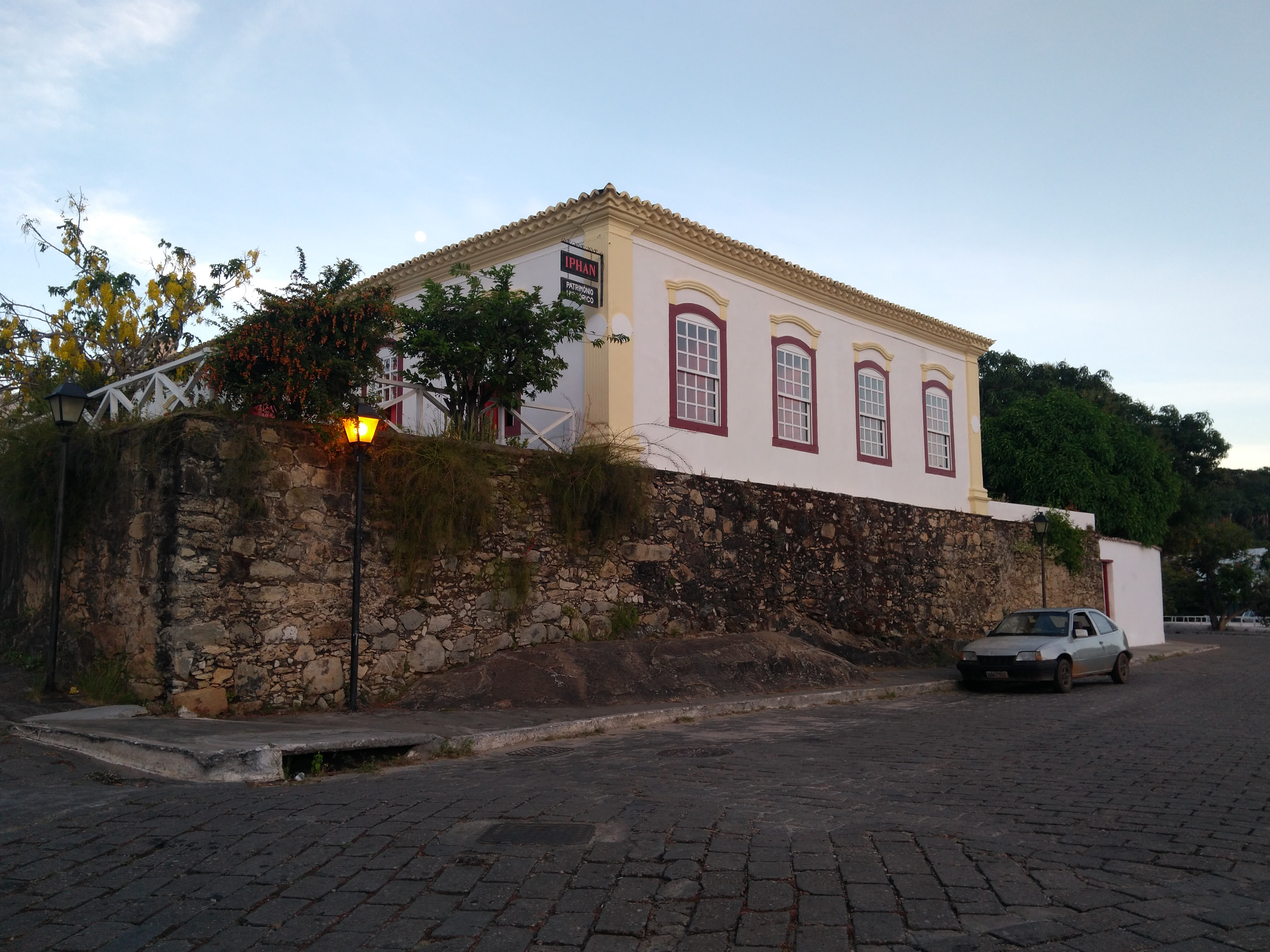
Casa do Bispo
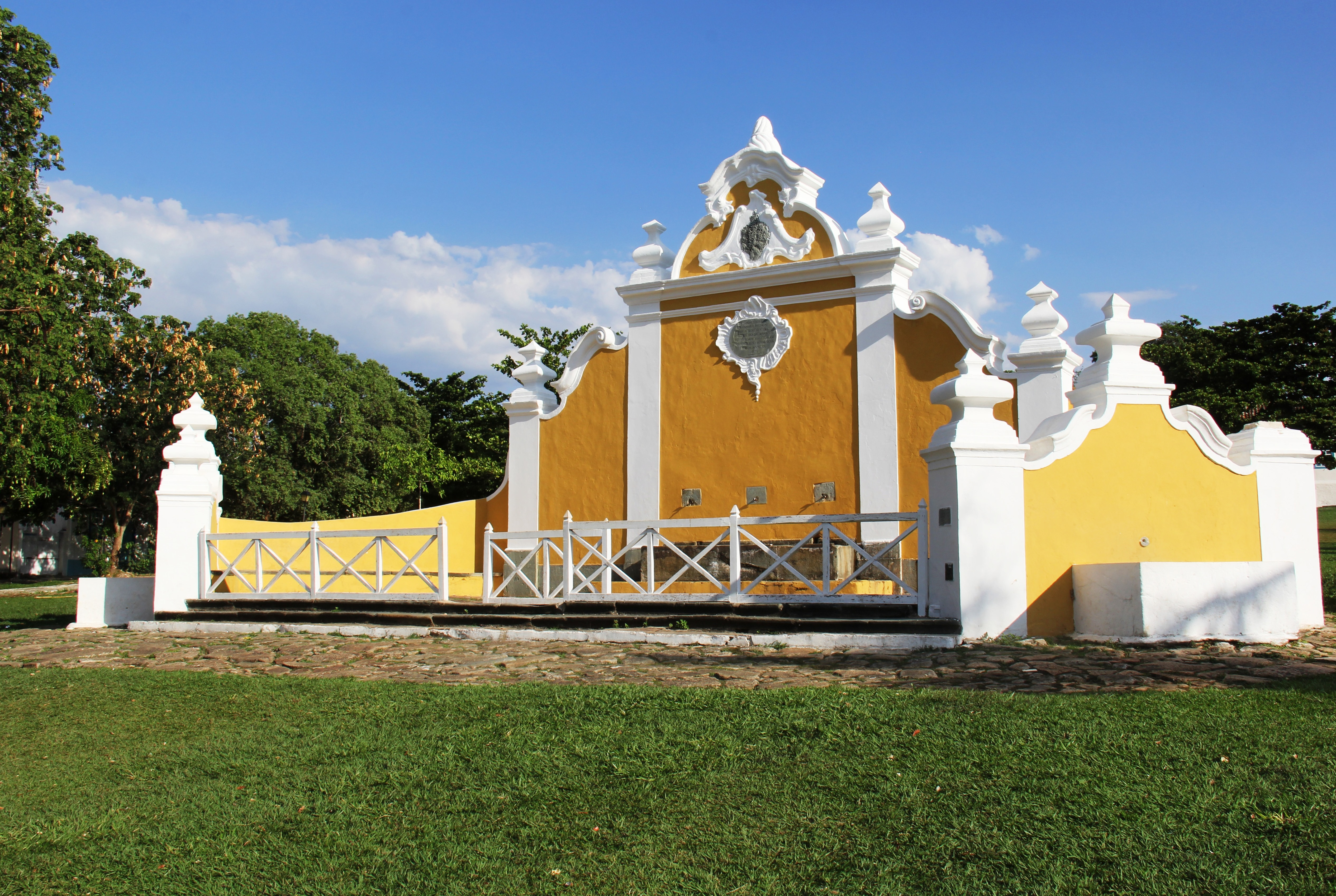
Largo do Chafariz

## Persönlichkeiten
- Cora Coralina (1889–1985), Schriftstellerin und Lyrikerin
- Juvenal Roriz (1920–1994), Erzbischof von Juiz de Fora